# Adriana Boho
Adriana Boho   (Malabo, 1988) és una estilista, escriptora i influenciadora equatoguineana establerta a Espanya. És considerada la primera influenciadora afrodescendent a Espanya.

## Primers anys
Adriana va néixer a Malabo el 1988, i des de la seva més primerenca edat va créixer en un ambient de pobresa. La seva mare i la seva àvia van morir quan ella encara era una nena. Dos anys després d'aquests fets, Adriana es va mudar a Espanya. Va sofrir rebuig i situacions de racisme durant l'educació secundària pel seu color de pell, i no va ser fins a l'edat adulta que es va sentir orgullosa de ser una dona negra.

## Carrera
Adriana va entrar en el món de la moda amb el seu propi blog, una publicació que va compaginar després fent d'estilista i model.
Després de conèixer a la periodista i escriptora Núria Marín en el 080 Barcelona Fashion, va començar a treballar com a estilista personal per a ella i per al també periodista Nando Escribano. Temps després ha treballat com a estilista de celebritats per a cadenes de televisió com Telecinco i La Sexta.
El 9 de març de 2022 va publicar el seu llibre de divulgació Ponte en mi piel: Guía para combatir el racismo cotidiano, una obra que pretén servir de guia al lector per a combatre el racisme quotidià present en la societat espanyola. El maig de 2023 va participar en un debat televisat sobre el racisme a Espanya, com a part del programa laSexta Xplica.
Boho utilitza el seu perfil com influenciadora de moda i la seva plataforma en xarxes socials per a combatre activament i visibilitzar les situacions de racisme a les quals fa front en el seu dia a dia i que estan normalitzades per la societat.

## Obres
- Ponte en mi piel: Guía para combatir el racismo cotidiano (2022)